# Castle Rock Festival
Le Castle Rock Festival est un festival allemand de la Schwarze Szene, la scène de musique gothique qui inclut des genres comme la Neue Deutsche Härte, le medieval rock, le dark wave, l'ebm, le dark metal, le metal gothique et le horror metal.

## Histoire
Le festival se déroule annuellement au château Broich à Mülheim an der Ruhr, en Allemagne, et attire depuis son premier déroulement en 2000 de nombreux visiteurs. Le festival est soutenu par la revue Sonic Seducer.
En comparaison avec les autres festivals du genre en Europe comme l'Amphi Festival ou le M'era Luna, ce festival est plus familier, organisé par le propriétaire du château qui aime personnellement la scène et sa musique, se déroule dans la cour du château et donne place à environ 1000 spectateurs ainsi qu'à quelques marchands et petits restaurants. Au début, le festival se déroulait seulement pendant une journée, mais aujourd'hui, le festival est généralement organisé pour le premier vendredi et samedi du mois de juillet.

## Programmations
Cette section présente les groupes invités en ordre chronologique de leur apparition sur scène lors des différentes éditions du festival.

### 2000–2004
- 2000 : Castle Rock I (première édition du Castle Rock Festival organisée le 1er juillet 2000) : The Hall of Souls, Cadra Ash, Claymore, Letzte Instanz, Another Tale, Dreadful Shadows, Fiddler's Green.

- 2001 : Castle Rock II (2e édition du Castle Rock Festival organisée le 7 juillet 2001) : Eisheilig, Woodlawn, Scream Silence, Janus, Mila Mar, Diary of Dreams, Subway to Sally.

- 2002 : Castle Rock III (3e édition du Castle Rock Festival organisée le 20 juillet 2002) : Technoir, Lost Belief, The Dreamside, Zeraphine, Schandmaul, Letzte Instanz, In Extremo.

- 2003 : Castle Rock IV (4e édition du Castle Rock Festival organisée le 12 juillet 2003) : Thanateros, Saltatio Mortis, Diorama, Qntal, Secret Discovery, The Crüxshadows, Subway to Sally.

- 2004 : Castle Rock V (5e édition du Castle Rock Festival organisée le 3 juillet 2004) : The Cascades, Adorned Brood, Chamber, Saltatio Mortis, ASP, Diary of Dreams, Haggard.

### 2005–2009
- 2005 : Castle Rock VI (6e édition du Castle Rock Festival organisée le 25 juin 2005) : Down Below, Regicide, Elis, Nik Page, Janus, The Crüxshadows, Therion.

- 2006 : Castle Rock VII (7e édition du Castle Rock Festival organisée le 8 juillet 2006) : Remember Twilight, The Beautiful Disease, Thanateros, Scream Silence, Xandria, ASP, Subway to Sally.

- 2007 : Castle Rock VIII (8e édition du Castle Rock Festival organisée le 30 juin 2007) : The Pussybats, Metallspürhunde, Coppelius, Gothminister, Leaves' Eyes, Letzte Instanz, Tanzwut.

- 2008 : Castle Rock IX (9e édition du Castle Rock Festival organisée le 5 juillet 2008) : Rozencrantz, Diablo Swing Orchestra, Staubkind, Jesus on Extasy, Crematory, Unheilig, Atrocity.

- 2009 : Castle Rock X (10e édition du Castle Rock Festival organisée les 3 juillet et 4 juillet 2009) : Metallspürhunde, Van Canto, Gothminister, Do Not Dream, Mono Inc., Beloved Enemy, Lacrimas Profundere, Eisbrecher, Epica, Die Apokalyptischen Reiter.

### 2010–2014

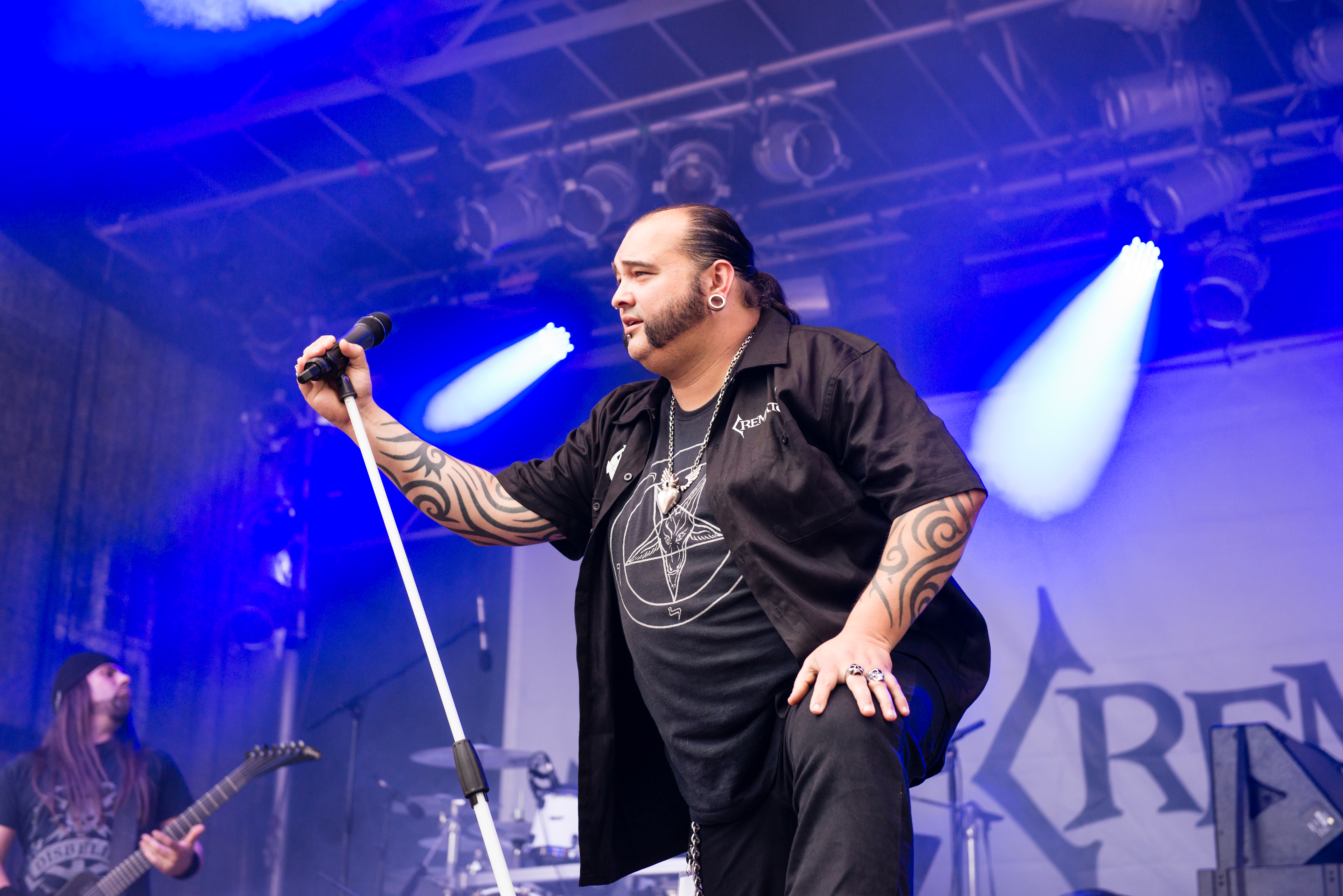
Felix Stass, chanteur de Crematory, Castle Rock, 2014

- 2010 : Castle Rock XI (4–5 juillet 2010) : The Flaw, Heimatærde, Megaherz, Eisbrecher, Eden weint im Grab, Seelenzorn, The Vision Bleak, Krypteria, Mono Inc., Diary of Dreams, Letzte Instanz.

- 2011 : Castle Rock XII : (à compléter)

- 2012 : Castle Rock XIII : (à compléter)

- 2013 : Castle Rock XIV : (à compléter)

- 2014 : Castle Rock XV (4–5 juillet 2014) : Eden weint im Grab, Scream Silence, A Life Divided, Letzte Instanz, Eisenherz, Cain, Sündenklang, Delain, Lost Area, Crematory, Ensiferum.

### 2015–2019
- 2015 : Castle Rock XVI (3–4 juillet 2015) : Aeon Sable, Megaherz, Poisonblack, Visions of Atlantis, Aeverium, Heldmaschine, Joachim Witt, Staubkind, The Other, Vlad in Tears.

- 2016 : Castle Rock XVII : (à compléter)

- 2017 : Castle Rock XVIII : (à compléter)

- 2018 : Castle Rock XIX : (à compléter)

- 2019 : Near Castle Festival[1],[2] (spécial 20 ans) (11–14 juillet 2019[3]) : Deathstars, Atari Teenage Riot, Sólstafir, Lord of the Lost, Merciful Nuns, Eivor, Dawn of Ashes, Solar Fake, UK Decay, God Module, Eywiolak, Neo, Aeon Sable, Forndom, Hexvessel, Soror Dolorosa, Ash Code.

### 2020–2024
- 2020–2021 : Éditions annulées pour cause de pandémie de Covid-19[4].

- 2022 : Castle Rock XX[5] (1er–2 juillet 2022[6]) : Lord of the Lost, Lordi, Aeverium, Beloved Enemy, Crematory, Hell Boulevard, Ingrimm, Joachim Witt, Krankheit, Ski's Country Trash, Thanateros, The Cascades, Vlad in Tears.

- 2023 : Castle Rock XXI[7] (30 juin–1er juillet 2023[8]) : The 69 Eyes, M3Gah3rz, End of Green, Lacrimas Profundere, Warkings, Natichblut, Heldmaschine, Storm Seeker, Null Positiv, Voodoma, Soulbound, Circus of Fools, Seelensturm.

- 2024 : Castle Rock XXII (5–6 juillet 2024[9]) : Subway to Sally, Orden Ogan, Gothminister, Visions of Atlantis, Unzucht, A Life Divided, Double Crush Syndrome, League of Distortion, Skiltron, Still Patient ?, Böse Fucks, Kaiser, Another Tale.

### Depuis 2025
- 2025 : Castle Rock XXIII (spécial 25 ans) (4-5 juillet 2025[10]) : Katatonia, Warkings, Leaves' Eyes, Ost+Front, Lacrimas Profundere, Aesthetic Perfection, Sounbound, Mission in Black, Maschinist, Motel Transylvania...